# Velospot
Velospot est un système de vélos en libre-service (VLS) développé par la ville de Bienne puis par Intermobility SA, déployé dans de nombreuses villes suisses. Il forme l'un des deux grands réseaux de vélos en libre-service de la Confédération, avec le système concurrent PubliBike, avec plus de 1500 vélos et plus de 250 stations.

## Histoire
Le premier réseau Velospot voit le jour à Bienne en 2012 après une phase d'essais avec 300 testeurs entre octobre 2010 et mars 2011, qui souhaitait un système de vélos en libre-service avec une infrastructure légère, au contraire de ce que proposait alors Velopass (actuellement PubliBike) et ses bornettes où chaque vélo doit y être attaché : le système Vélospot fonctionne en effet sans, chaque vélo disposant d'un cadenas, ce qui permet d'avoir des stations avec des infrastructures limitées jusqu'à la seule présence d'un totem d'information, sur un parking à vélos préexistant. Le système, à l'origine propriété de la ville de Bienne, est cédé en 2013 à Intermobility SA.
En 2013, le système est déployé à Neuchâtel puis en 2014 au Locle, à La Chaux-de-Fonds et à Thoune.
En 2015, c'est la Riviera vaudoise qui se dote d'un réseau Velospot, en remplacement du réseau PubliBike préexistant. La même année, Velospot est mis en place dans quelques communes du canton de Genève.
En 2019, les Villes de Neuchâtel et du Locle remplacent le système Velospot par le système danois Donkey Republic, suivi en 2020 par la Ville de Thoune et le Canton de Genève et 20 communes genevoises.

## Présentation

### Fonctionnement
L'utilisateur doit créer un compte sur le site internet du service, afin de recevoir une carte d'accès au service, nécessaire pour pouvoir déverrouiller le vélo. Le système de cadenas électronique est en cours de renouvellement, seuls les réseaux de La Chaux-de Fonds, Le Locle, Locarno et Thoune possèdent encore l'ancien système.
Une station Velospot est constituée essentiellement d'un mat permettant de situer la station et qui contient dans sa « tête » un émetteur radio qui communique avec les cadenas électroniques de chaque vélo et un serveur central, ce qui permet d'assurer le verrouillage ou le déverrouillage du vélo en station ; cette dernière peut être simplement délimitée par le marquage au sol, dans le cas d'une station intégrée à un parking à vélo existant — les Velospot cohabitant avec les vélos classiques —, ou par des arceaux et un marquage rouge aux couleurs du système dans le cadre d'une station dédiée. Le cadenas électronique est aussi utilisable lors d'un arrêt hors station.
Les vélos sont conçus par la société suisse Simpel.

## Réseaux en service

### Agglo Bienne
Le réseau Velospot couvrant Bienne et Nidau compte environ 45 stations.
Le réseau, qui est couvert avec 250 vélos, est financé par la ville de Bienne en collaboration avec le Fonds de loterie du canton de Berne, SuisseEnergie et Rolex. La ville a mandaté l'association Action Paysage Bienne-Seeland  pour l'exploitation du service et l'entretien de la flotte ; l'association fait travailler des chômeurs de longue durée dans le cadre d'un programme de réinsertion,.

### La Chaux-de-Fonds
Le réseau Velospot couvrant La Chaux-de-Fonds fonctionne de façon particulière, le nombre de stations ouvertes variant selon la période de l'année : six stations sont ouvertes de novembre à avril, seize d'avril à octobre, et ce en raison du climat local qui est peu propice à la pratique du vélo en hiver, toutes les stations pouvant même être fermées en cas de neige ou de basses températures.
Le réseau, qui est couvert avec 80 vélos en configuration estivale, est financé par l'association La Chaux-de-Fonds'roule! et les vélos y sont de couleur verte.

### Le Locle
Le réseau Velospot couvrant Le Locle a fermé le 31.12.2018. Il est remplacé par le système Donkey Republic depuis le 16 avril 2019,,

### Agglo Neuchâtel
Le réseau Velospot couvrant Neuchâtel et la région Littoral a fermé le 31 décembre 2018. Il est remplacé par le système Donkey Republic depuis le 1er janvier 2019,,.

### Agglo Thoune
Le réseau Velospot couvrant Thoune et ses environs a fermé le 31 décembre 2019. Il est remplacé par le système Donkey Republic depuis le 4 mai 2020

### Agglo Genève
Les réseaux Velospot couvrant Genève et ses environs a fermé. Il est remplacé par le système Donkey Republic depuis le 18 août 2020.
Le réseau, qui est couvert avec un nombre indéterminé de vélos, est financé par l'association Vélo-Public Genève, qui regroupe Intermobility SA et la section genevoise du Touring club suisse. Le service a été aussi mis en place à Vernier mais fut retiré de la commune à la suite des désaccords entre l'entreprise et la commune.
L'implantation de Velospot sur le territoire de la ville de Genève est bloqué dans le cadre d'un conflit entre l'opérateur et les autorités cantonales, qui avaient annoncé initialement en 2012 le lancement pour l'année suivante d'un service de vélos en libre-service exploité par TPG Vélo, filiale les Transports publics genevois ; l'appel d'offres pour l'exploitation est attribué à une société canadienne qui s'avérera et être en difficultés financières et la commission des finances du Grand Conseil genevois le juge trop cher pour la technologie utilisée. Le projet est repris de zéro, ce qui déclenche la colère de l'entreprise française qui était arrivé en seconde position, qui a saisi la chambre administrative.
Velospot décide de s'implanter en 2015, en répondant au nouvel appel d'offres cantonal, qui prévoit un système ne devant rien coûter à la collectivité. Mais Intermobility juge la procédure non conforme, la justice cantonale bloquant le processus. Le 22 mars 2016, la ville de Genève ordonne de retirer les 13 stations Velospot installées sur la voie publique, la ville estimant que la société les a implantées sans autorisation alors qu'elle avait fait un recours contre le dernier appel d'offres ; le tribunal administratif tranche en mai en interdisant l'implantation de nouvelles stations, mais pas de supprimer les sites existants. Ce même tribunal administratif casse l'interdiction d'implantation de la ville en décembre 2016, tandis que l'appel d'offre lancé par TPG Vélos est toujours bloqué par la justice ; la ville annonce vouloir faire appel. La Chambre administrative donne raison à la ville en octobre 2017, estimant que Velospot constitue une utilisation commerciale de l'espace public, au contraire de l'avis du tribunal administratif ; cet avis empêche par ailleurs l'implantation de services sans stations tels que Gobee.bike.
En avril 2018, c'est au tour de la justice fédérale de révoquer le projet de réseau porté par le canton et les TPG, donnant ainsi raison à Velospot. La procédure de mise en concurrence est annulée par la chambre administrative cantonale en décembre 2018. En février 2019, le canton relance le projet, avec un objectif de mise en service pour mi-2020 hors recours, sous la forme d'une procédure d'appel d'offres et non plus de concession et sans obligations concernant le système d'attache des vélos en station, ce qui avait été le déclencheur du recours de Velospot.
Le canton et les vingt communes intéressées à accueillir des stations de vélos en libre-service ont désigné à l’unanimité Donkey Republic au terme de l'appel d'offre de 2019 pour devenir l’opérateur du réseau genevois.

### Riviera
Le réseau Velospot couvrant Vevey, Montreux, La Tour-de-Peilz et Villeneuve, quatre communes de la Riviera vaudoise, compte 16 stations.
Le réseau, qui est couvert avec 72 vélos, est exploité directement par Intermobility SA.